# Rodello
Rodello (Rodel in piemontese) è un comune italiano di 972 abitanti della provincia di Cuneo in Piemonte. Nel paese si trova il Museo diocesano di arte moderna Dedalo Montali di Rodello. Si trova ad una altezza di 537 m dal livello del mare e si trova a sud rispetto alla capitale delle Langhe, Alba

## Storia

### Simboli
Lo stemma, il gonfalone è la bandiera del comune di Rodello sono stati concessi con decreto del presidente della Repubblica del 1º agosto 2019.
Stemma
Precedentemente il Comune utilizzava uno stemma azzurro su cui era raffigurata una ruota di mulino su di un corso d'acqua.
Gonfalone
Bandiera

## Società

### Evoluzione demografica
Abitanti censiti

### Etnie e minoranze straniere
Secondo i dati Istat al 31 dicembre 2017, i cittadini stranieri residenti a Rodello sono 73, così suddivisi per nazionalità, elencando per le presenze più significative:
1. Romania, 39

## Amministrazione
Di seguito è presentata una tabella relativa alle amministrazioni che si sono succedute in questo comune.
| Periodo        | Periodo        | Primo cittadino     | Partito                           | Carica  | Note  |
| -------------- | -------------- | ------------------- | --------------------------------- | ------- | ----- |
| 4 giugno 1985  | 22 maggio 1990 | Zerlino Evangelista | -                                 | Sindaco | [ 9 ] |
| 22 maggio 1990 | 24 aprile 1995 | Walter Giribaldi    | lista civica                      | Sindaco | [ 9 ] |
| 24 aprile 1995 | 14 giugno 1999 | Walter Giribaldi    | -                                 | Sindaco | [ 9 ] |
| 14 giugno 1999 | 14 giugno 2004 | Walter Giribaldi    | -                                 | Sindaco | [ 9 ] |
| 14 giugno 2004 | 8 giugno 2009  | Giovanni Bonino     | lista civica                      | Sindaco | [ 9 ] |
| 8 giugno 2009  | 26 maggio 2014 | Walter Giribaldi    | lista civica                      | Sindaco | [ 9 ] |
| 26 maggio 2014 | in carica      | Franco Aledda       | lista civica: insieme per Rodello | Sindaco | [ 9 ] |